# Figurentheater Lilarum

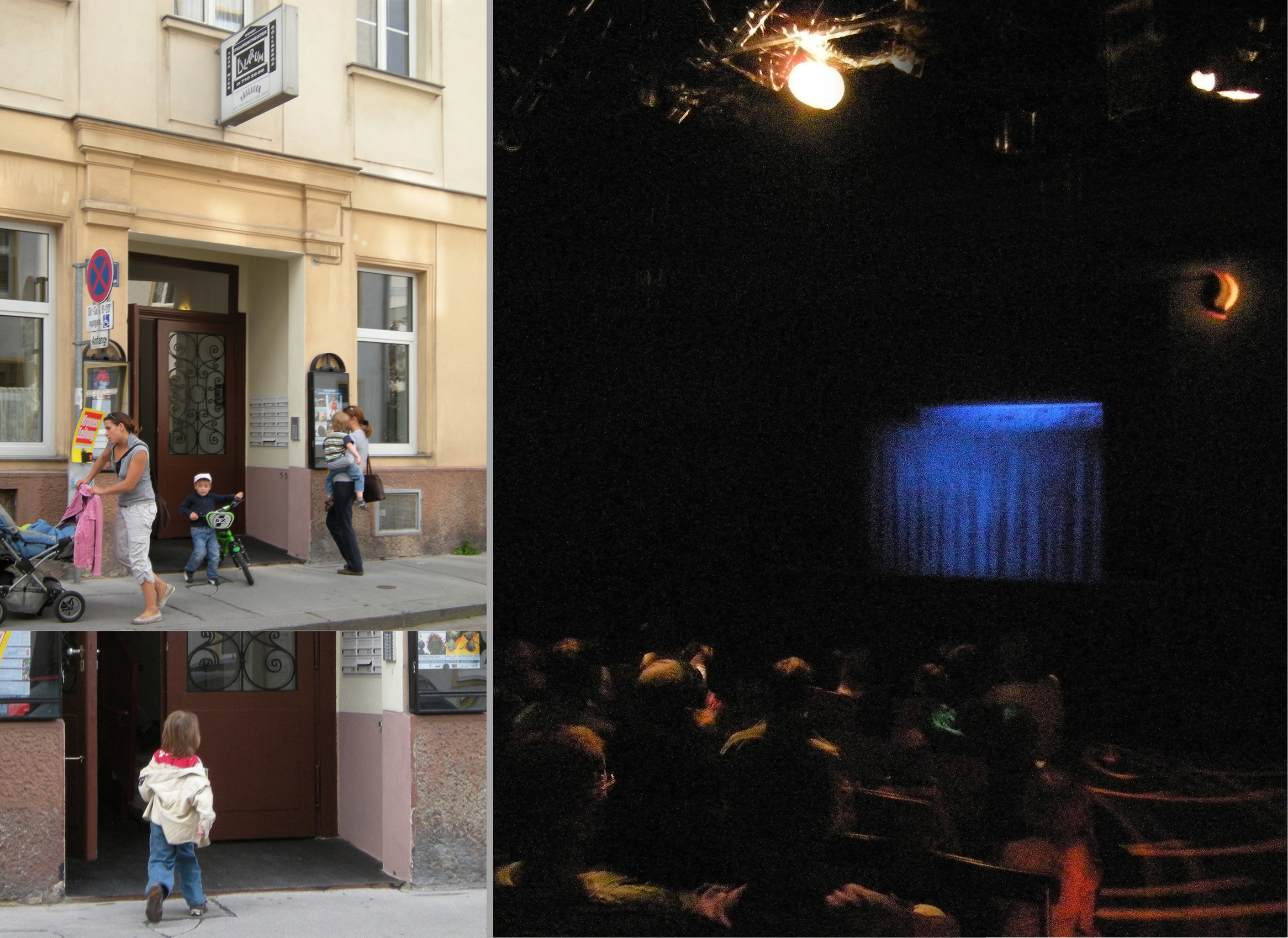
Das Wiener LILARUM, 2010

Das Figurentheater LILARUM ist ein Wiener Puppentheater und eine wesentliche österreichische Kulturinstitution für Kinder.

## Geschichte
Die Puppenbühne wurde 1980 von Traude Kossatz als Wanderbühne gegründet und 1984 im 14. Wiener Gemeindebezirk in einer kleinen Kellerbühne mit 30 Sitzplätzen sesshaft. 1997 wurden neue Räumlichkeiten mit bis zu 120 Sitzplätzen in Erdberg eröffnet. Seither ist das Figurentheater LILARUM die größte ständig bespielte Puppenbühne Österreichs.

## Ensemble
Insgesamt sorgen rund 15 Mitarbeiter, davon 6 Puppenspieler, für den Betrieb:
- Künstlerische Leitung: Traude Kossatz
- Technische & wirtschaftliche Leitung: Paul Kossatz

## Repertoire

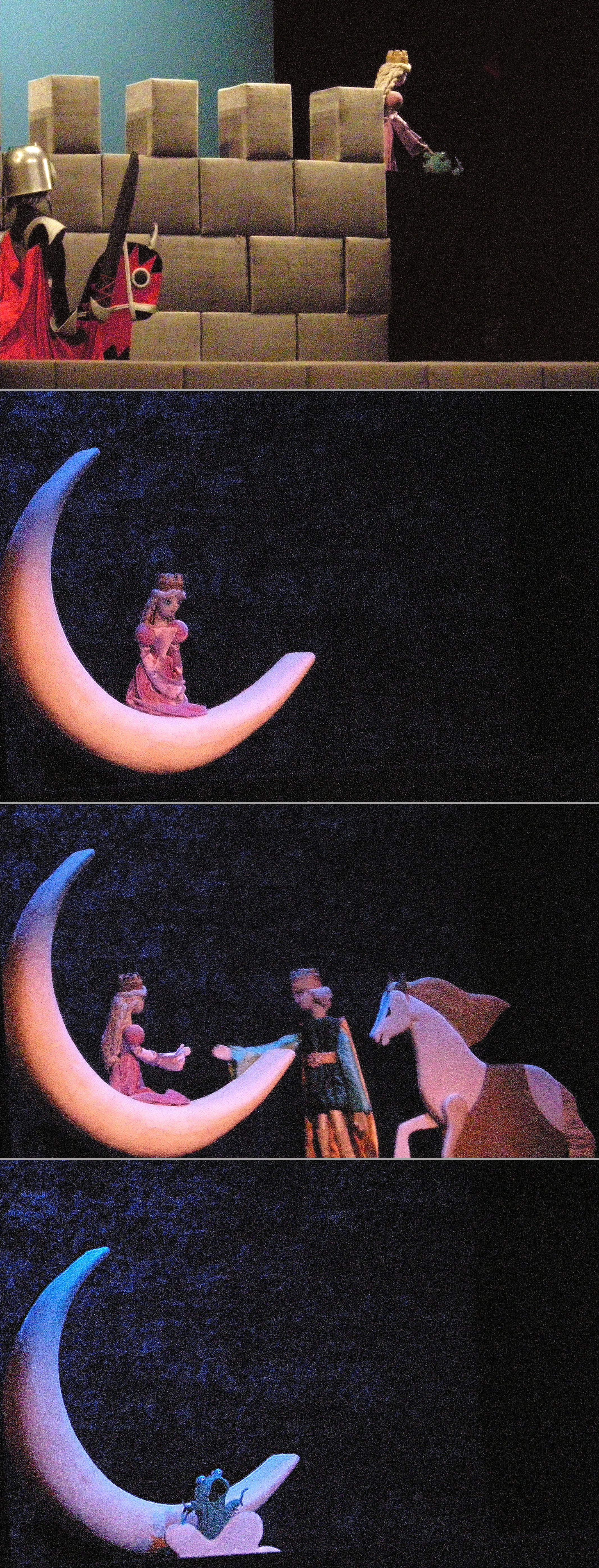
Der kleine Monddrache, 2010.

Das Repertoire besteht aus 26 Eigenproduktionen für Kinder sowie drei Inszenierungen für Erwachsene. Jährlich werden ein bis zwei Neuproduktionen erarbeitet, häufig in Zusammenarbeit mit bekannten österreichischen (Kinderbuch-)Autoren wie Friedl Hofbauer, Erwin Moser, Ernst Molden und anderen. Neben den rund 370 Vorstellungen von September bis Juni gibt das Ensemble auch Gastspiele im deutschsprachigen Raum und tritt im Rahmen einschlägiger Festivals auf.
Ergänzt wird das Programm durch Gastspiele, beispielsweise von Christoph Bochdansky, Karin Schäfer, Natascha Gundacker.
Theaterpädagogik
In der Spielzeit 2003/04 erarbeiteten Schüler der Bildungsanstalt für Kindergartenpädagogik, Wien 10 (BAKIP 10) in Kooperation mit dem Figurentheater das Stück Katervaterhasensohn (nach dem Bilderbuch von Jana Frey (Text)
und Marlies Schraff-Kniemeyer (Illustrationen)), das im März 2004 uraufgeführt wurde.
In der Saison 2005/06 entstand in einer weiteren Zusammenarbeit mit Schülern der BAKIP 10 das Figurenspiel Gackitas Ei nach dem Kinderbuch von Antonella Bolliger-Savelli (Illustrationen) und Elisabeth Stiemert (Text), das im Mai 2006 Premiere hatte.
Das theaterpädagogische Programm wird durch Werkstattgespräche, Spielstunden und Ateliers ergänzt. Seit 2004 werden pro Spielsaison vier Vorstellungen in Österreichische Gebärdensprache übersetzt.

## Technisches
Figuren und Bühnenbild
Alle Figuren und Bühnenbilder werden von Traude Kossatz und ihrem Team in der hauseigenen Werkstatt entworfen und gebaut. Der Kern der Figuren besteht meist aus Schaumstoff, Grundmaterial der Bühnenelemente ist Pappkarton, der bemalt oder mit Stoff überzogen wird. In der vier Meter breiten und drei Meter hohen Guckkastenbühne bewegen von unten her jeweils fünf Spieler die Stabpuppen, Handpuppen und Stockhandpuppen, Klappmaulfiguren und Flachpuppen; die Spieler sind durch die rund 1,80 Meter hohe Bühnenwand verdeckt.
Ton
Die Stimmen der Figuren werden von bekannten österreichischen Schauspielern, Kabarettisten und Musikern wie etwa Wolfram Berger, Maria Bill, Herbert Föttinger, Adi Hirschal, Karl Ferdinand Kratzl, Michael Niavarani, Marianne Mendt, Hilde Sochor, Wilfried gesprochen und kommen, ebenso wie die von Komponisten wie Fritz Keil, Alexander Kukelka oder Armin Pokorn eigens für jedes Stück komponierte Musik, stets vom Band.

## Auszeichnungen
- Kulturpreis des Landes Niederösterreich, Anerkennungspreis (Sparte: Darstellende Kunst); 2009
- Goldenes Ehrenzeichen für Verdienste um die Republik Österreich für Traude Kossatz; 2010

## Mitgliedschaften
Das Theater ist Mitglied folgender Körperschaften:
- ASSITEJ Austria
- Union Internationale de la Marionnette
- Österreichischer Puppenclub
- IG Freie Theaterarbeit (IGFT)